# 제니스 (일본)

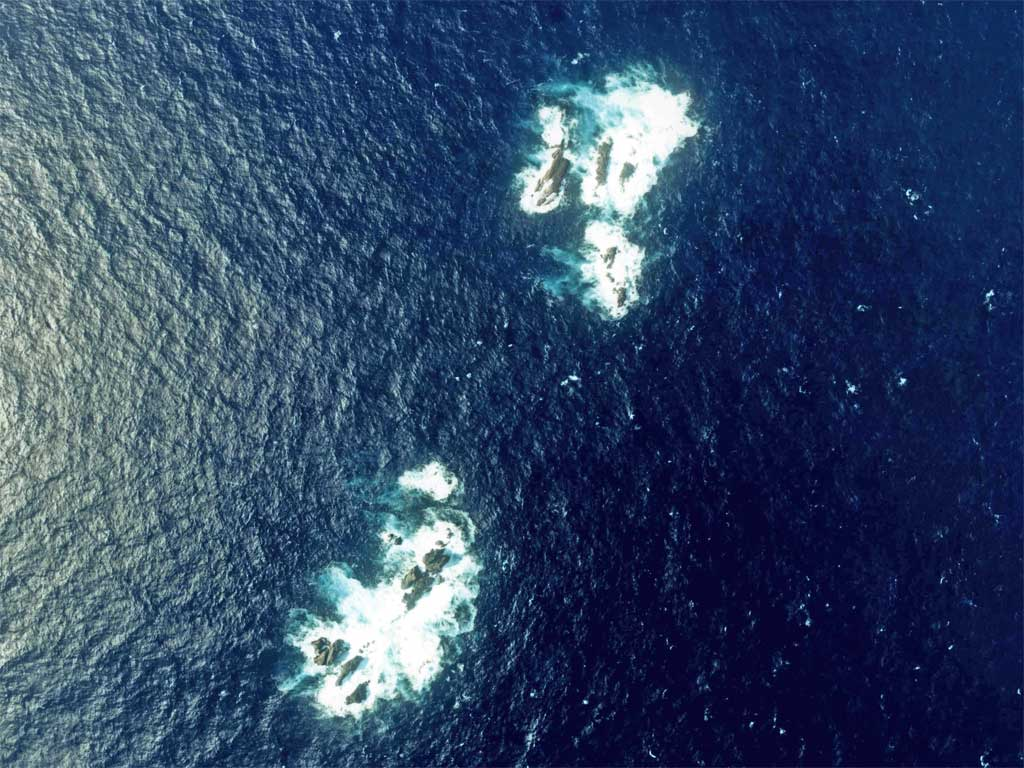
1978년 일본 국토지리원이 촬영한 제니스섬의 항공사진.

제니스(일본어: 銭洲 ぜにす[*])는 일본 이즈 제도에 있는 이로자키곶 남쪽 70km 지점의 무인도 군도이다. 행정구역 상 도쿄도 고즈시마촌에 속해 있다. 제니섬(銭島)이라고 부르기도 한다.
이즈 제도 최서단의 여러 암초군 중 하나로, 고즈섬에서 배를 타고 남서쪽으로 36km, 2시간 정도를 가면 위치해 있다. 제니스는 크게 동북쪽 암초무리와 서남쪽 암초무리 2개로 이뤄져 있다. 둘 사이는 약 2km 정도 떨어져 있다.